# Stockholm Records
Stockholm Records este o casă de înregistrări care își desfășoară activitatea în Suedia. Ea aparține Universal Music Group.